# Liste der Oberinnen von Maria Engelport
Die Liste der Oberinnen von Maria Engelport führt die bekannten Leiterinnen des Prämonstratenserinnenkloster Maria Engelport im Flaumbachtal bis zu dessen Auflösung  auf.
Während der Anfangsjahre nach seiner Zweitgründung 1262 wurde das adlige Kloster Maria Engelport von einer Priorin, ab etwa Mitte des 15. Jahrhunderts bis zu seiner Aufhebung im Jahre 1802 von einer Meisterin geleitet. Mitunter wurde die Oberin lediglich als Frau von Engelport bezeichnet, im Gegensatz zu anderen Chorfrauen, die oft einfach nur Jungfrauen genannt wurden. Die Klosterleiterinnen entstammten wie die Chorfrauen fast alle dem regionalen Adel von Untermosel und den angrenzenden Gebieten von Eifel und Hunsrück.
Die als selig verehrte Beatrix von Engelport war entgegen landläufiger Meinung keine Engelporter Priorin.

## Priorinnen des Klosters Maria Engelport
| Abbildung | Name (Lebensdaten)                       | Regierung oder urkundliche Nennung                                                                  | Gedenktag im Nekrolog           | Anmerkungen |
| --------- | ---------------------------------------- | --------------------------------------------------------------------------------------------------- | ------------------------------- | --- |
|           | Mechtildis [von Wildenberg?] (unbekannt) | -                                                                                                   | 5. April und 24. April          | Im Totenbuch wird am 5. April einer Methildis rectatricis und am 24. April einer mettildis quondam priorisse gedacht. Sie könnte eine Tochter des Zweitgründerehepaares Philipp II. von Wildenburg und Irmgard von Braunshorn gewesen sein.                 |
|           | Hildegardis von Bürresheim (unbekannt)   | urkundlich 3. September 1313 erwähnt                                                                | 25. März?                       | Da sie als einzige Vertreterin des Engelporter Konvents eine Urkunde bezeugte, dürfte sie als Oberin anzusehen sein, auch wenn sie nur als monialis bezeichnet wird.                                                                                        |
|           | Catharina von Wildenberg (unbekannt)     | urkundlich 1327–1341 erwähnt                                                                        | 3. Mai (ohne Familienname)      | Sie war Enkelin des Zweitgründerehepaares Philipp II. von Wildenburg und Irmgard von Braunshorn und vermutlich Tochter des Ehepaares Gerhard von Wildenburg und Katharina N.                                                                                |
|           | Mildrune von Lichtenberg (unbekannt)     | urkundlich 1345–1349 erwähnt                                                                        | 2. Dezember                     | Sie wird am 26. Juni 1345 als Jongfrauwen Milderune von Lichtenbergh bezeichnet, im Nekrolog aber als nostra priorissa. |
|           | Elisabeth von Daun (unbekannt)           | urkundlich 1352 und 1366 erwähnt                                                                    | Quatember                       | 1352 war sie Priorin, hatte aber offenbar vor 1366 resigniert, denn in diesem Jahr wird sie als frawen Elsen der alster Priorschen bezeichnet und später im Nekrolog als domine Else de duna, quondam priorisse Domine Lyse.                                |
|           | Agnes I. von Schmidtburg (unbekannt)     | urkundlich 1357–1367 als Priorin erwähnt                                                            | 9. Mai                          | Sie war Tochter des Heinrich von Schmidtburg genannt von Bollenbach. |
|           | Elisabeth von Ehrenberg (unbekannt)      | urkundlich 1356–1406 erwähnt, ab 1383/1384 bis 1406 als Priorin, aber 1396 und 1405 als Meisterin   | Quatember und im Schlusseintrag | Als Lysa von Ehrenberg ließ die Priorin 1406 von Laurentius von Wied ein Kapitelbuch anfertigen, das auf den ersten 74 Seiten ein Nekrolog enthält und damit eine einzigartige familien- und heimatkundliche Quelle darstellt.                              |
|           | Agnes II. von Schmidtburg (unbekannt)    | urkundlich 1394–1448 erwähnt, 1426 bis 1438 als Priorin beziehungsweise Frau des Klosters Engelport | -                               | Gnesen von Smedeburg wird schon am 6. Februar 1394 als Nonne zu der Engelporten erwähnt. Sie starb zwischen dem 30. August 1438 und dem 13. Mai 1448. Sie könnte die im Nekrolog am 20. Oktober genannte Tochter des Heinrich von Schmidtburg gewesen sein. |
|           | Jutta (unbekannt)                        | urkundlich 1430 als Priorin erwähnt                                                                 | -                               | Die Priorin Jutta zur Engilporten wird am 5. Juni 1430 testamentarisch lebenslang mit vier Gulden bedacht. |

## Meisterinnen des Klosters Maria Engelport
|                                                                                       | Name (Lebensdaten)                                                                                            | Regierung                                       | Gedenktag im Nekrolog | Anmerkungen |
| ------------------------------------------------------------------------------------- | --- | ----------------------------------------------- | --------------------- | --- |
|                                                                                       | Gertrud von Heusenstamm (urk. 4. August 1449)                                                                 | ca. 1438/1448–1449/1450                         | -                     | Gertrudis de Huselstam wird nur ein einziges Mal in einem Transsumpt vom 4. August 1449 erwähnt. Interessant ist dabei die Bezeichnung als m[a]g[ist]re ac priorisse, also als Meisterin und Priorin. |
|                                                                                       | Margaretha Kratz von Scharfenstein (* um 1430 † 17. Dezember 1532)                                            | 1450–1532                                       | 19. November          | Sie war Tochter des Heinrich Kratz von Scharfenstein und der Irmgard von Metzenhausen. Sie wurde über 100 Jahre alt und leitete den Konvent 80 Jahre lang. Die Meisterin zeichnete sich durch Nächstenliebe den Armen gegenüber aus. Unter ihrer Regentschaft wurden in Engelport umfangreiche Renovierungsarbeiten durchgeführt. |
|                                                                                       | Agnes von Koppenstein (* um 1515 † 1564)                                                                      | 1533–1564                                       | 31. August            | Sie war Tochter des Meinhard von Koppenstein und der Amalie von Reiffenberg. Agnes von Koppenstein wird in einigen Urkunden als Äbtissin bezeichnet. |
|                                                                                       | Margaretha Boos von Waldeck († 1595)                                                                          | 1568–1595                                       | 15. März              | Laut Eintrag im Nekrolog regierte sie 27 Jahre lang. Die dann möglicherweise bestehende vierjährige Vakanz vor ihrem Amtsantritt bedarf noch der Erforschung. |
|                                                                                       | Anna Katharina von Wiltberg (* 1569 † 25. Juni 1628)                                                          | 7. Juni 1595–1620                               | 22. Juni              | Hans Velten von Wiltberg zu Hartelstein und Anna von Schönenberg waren die Eltern der Meisterin. Sie resignierte zu Beginn des Dreißigjährigen Kriegs. |
|                                                                                       | Elisabeth von Metzenhausen (* um 1575 † (20. März?) 1641)                                                     | 1620–1641                                       | 20. März              | Ihre Eltern könnten am ehesten Heinrich vom Metzenhausen und Johanna von Elter gewesen sein. Sie tat 1593 Profess und wurde am 23. November 1620 zur Meisterin gewählt. |
|                                                                                       | Regina Elisabeth von Metzenhausen († 27. Januar (?) 1666)                                                     | 1641–1665                                       | 27. Januar            | Sie war Tochter des Bernhard von Metzenhausen und der Elisabeth von Hagen. Die Meisterin führte den von ihrer Vorgängerin begonnenen Wiederaufbau der Ökonomie- und Konventsgebäude fort. Nach ihrer Resignation am 12. Dezember 1665 starb sie im darauffolgenden Jahr. |
|                                                                                       | Anna Eleonora Margaretha von der Leyen zu Nickenich († (16. Dezember?) 1698)                                  | 1666–1698                                       | 16. Dezember          | Wahrscheinlich war sie eine Tochter des am 19. Februar im Engelporter Totenbuch kommemorierten Ehepaares Lothar Ferdinand von der Leyen zu Nickenich und Maria Sofia Brömser von Rüdesheim und Schwester des Dompropstes und Chorbischofs Heinrich Ferdinand von der Leyen zu Nickenich. |
|                                                                                       | Anna Katharina Gertrud von Wentz zu Niederlahnstein (* 1663 † 26. Mai 1699)                                   | 1699                                            | 26. Mai               | 1681 war sie als Novizin in Engelport eingetreten und hatte 1683 Profess abgelegt. Seit 1688 war sie Subpriorin, bevor sie am 5. Januar 1699 zur Meisterin gewählt wurde. Sie starb bereits knapp fünf Monate später am 26. Mai. Vermutlich war sie Tochter des im Engelporter Totenbuch am 24. Februar kommemorierten Ehepaares Philipp Christoph von Wentz zu Niederlahnstein und Maria Sybilla Pampus von der Höhen.                    |
| Wappen der Engelporter Meisterin Charlotta Elisabetha von Piesport aus dem Jahre 1716 | Charlotta Margaretha Elisabetha von Piesport († (21. Februar?) 1719)                                          | 1699–1719                                       | 21. Februar           | Die Tochter des Ehepaares Johann Burchard von Piesport und Anna Elisabeth von Irmtraut wurde am 24. Juni 1699 zur Meisterin gewählt, nachdem sie zuvor das Amt der Kellnerin innegehabt hatte. |
|                                                                                       | Isabella Emerentiana von Gülpen († 29. August 1752)                                                           | 1719–1752                                       | 29. August            | Sie war Tochter der Eheleute Everardus Laurentius von Gülpen und Margaretha Dorothea von Brempt. |
|                                                                                       | Sybilla Gertrudis Dorothea von Romrod († 14. Mai 1775)                                                        | urkundlich erwähnt ab 1738, Regierung 1752–1775 | 14. Mai               | Schon 1738 hatte sie ein Anniversar für ihre Eltern Ludwig Adam von Romrod und Anna Sophia Elisabetha von Piesport gestiftet. Am 6. September 1752 wurde sie zur Meisterin gewählt. |
| Grabplatte von Hildegard von Moskopp                                                  | Hildegard von Moskopp (* Boppard 21. März 1737, † Engelport 24. März 1790)                                    | 1775–1790                                       | 24. März              | Sie wurde am 29. Mai 1775 zur Meisterin gewählt. Die Tochter des Ehepaares Mathias von Moskopp und Renata d’Hablainville hinterließ eine Klosterlegende. |
|                                                                                       | Maria Elisabeth Geyer Freiin von Geiersberg (* Laufenthal um 1736 † Treis-Karden (im Exil?) 5. November 1797) | 1790–1797                                       | 5. November           | Die Tochter des Joseph Michael Dominik von Geyer auf Lauff und Etzenberg und der Maria Elisabeth Geyer war 1753 als Novizin nach Engelport gekommen, hatte hier 1755 Profess abgelegt und wurde am 3. Mai 1790 zur Meisterin gewählt. |
|                                                                                       | Maria Genovefa Freiin von Staader zu Adelsheim (* Waldheim/Schwaben 1750/1751 † nach 13. Februar 1808)        | urkundlich erwähnt ab 1790, Regierung 1798–1802 | -                     | Die letzte Engelporter Meisterin war Tochter des Ehepaares Sebastian von Staader und Genovefa Schmitzfeld. 1775 wurde sie in Engelport eingekleidet, am 3. September 1777 legte sie hier Profess ab und 1798 wurde sie zur Meisterin gewählt. Dieses Amt bekleidete sie bis zur Aufhebung des Klosters am 25. Juli 1802. Zuletzt trat sie als ehemalige gnädige Frau von Engelport am 13. Februar 1808 als Patin in Karden in Erscheinung. |